# Instituto Tecnológico de Veracruz
El Instituto Tecnológico de Veracruz es una institución de educación superior enfocada a la formación de personal capacitado en las áreas científica y tecnológica y a realizar investigación en las mismas, para promover el desarrollo económico y social de México. Depende del Tecnológico Nacional de México el cual a su vez de la Secretaría de Educación Pública. Está ubicado en la ciudad de Veracruz, Veracruz, México.

## Antecedentes
En 1946 el ingeniero Ismael Lagunes Lastra fundó la Escuela de Artes y Oficios de Veracruz para formar personal técnico capacitado para responder al naciente desarrollo industrial del puerto de Veracruz. Esta escuela estaba ubicada en la avenida General Prim. número 98.
Dos años después el Departamento de Enseñanzas Especiales cambió el nombre del centro a Escuela de Enseñanzas Especiales número 20. En ese entonces solo se impartía la enseñanza media básica (secundaria) y capacitación técnica para jóvenes, pero era una de las mejores escuelas de la ciudad de Veracruz.
El ingeniero Lagunes instituyó en 1952 el patronato para la fundación del Instituto Tecnológico de Veracruz, el cual presidió él mismo. Dicho patronato consiguió adquirir una superficie de 197,000 m² de terrenos con la ayuda del Gobierno Federal, el Gobierno Estatal de Veracruz y del H. Ayuntamiento de Veracruz.

### Trabajos destacados promovidos por la Escuela de Enseñanzas Especiales No.20
- Reparación del sistema de agua potable de la ciudad.
- Reconstrucción integral de un autobús para el servicio del personal.
- Diseño y fabricación de la embarcación la Dulce María, construida totalmente en los talleres de la escuela.
- Fabricación de carros de mano recolectores de basura para el cuerpo de limpia pública.
- Fabricación de carretillas de trabajo para las agrupaciones obreras del puerto.
- Múltiples labores de mantenimiento a las escuelas municipales.

## Fundación
La construcción comenzó el 10 de julio de 1954, la primera piedra fue colocada por el entonces gobernador de Veracruz Lic. Marco Antonio Muñoz.

## Oferta Educativa

### Profesional
- Licenciatura en Administración
- Ingeniería Bioquímica
- Ingeniería Eléctrica
- Ingeniería Electrónica
- Ingeniería Industrial
- Ingeniería Mecánica
- Ingeniería Mecatrónica
- Ingeniería Química
- Ingeniería en Energías Renovables
- Ingeniería en Gestión Empresarial
- Ingeniería en Sistemas Computacionales

### Maestrías
- Maestría en Administración
- Maestría en Ciencias en Ingeniería Bioquímica (PNPC).
- Maestría en Eficiencia Energética y Energías Renovables (PNPC).

### Doctorado
- Doctorado en Ciencias Ambientales
- Doctorado en Ciencias en Alimentos (PNPC).

## Himno
Con Ilusión, prestancia y con valor,
con juvenil deseo de vencer,
a mi instituto voy, con sin igual fervor,
en busca de la luz y del saber.
Para servir mejor a la nación,
cual corresponde a nuestra juventud,
estudio con tesón, medito con quietud,
y llevo como símbolo el honor.
Tecnológico será
antorcha y luz de fuego permanente,
que hará brillar tenaz y prepotente,
el nombre de mi heroica Veracruz.
Sonó el clarín y brilla un nuevo sol,
la juventud conquista un ideal,
con fe en el porvenir contempla el arrebol
que cubre el panorama nacional.
Para servir mejor a la nación,
cual corresponde a nuestra juventud,
estudio con tesón, medito con quietud,
y llevo como símbolo el honor.
Tecnológico será
antorcha y luz de fuego permanente,
que hará brillar tenaz y prepotente,
el nombre de mi heroica Veracruz.
Letra: Rivera Ávila
Música: Agustín Lara